# Bradda (colline)
La colline de Bradda (Gob Carn Vradda en mannois) est un promontoire rocheux situé près de Port Erin (sheading de Rushen), dans le sud-ouest de l'île de Man. Le sentier qui passe par son sommet fait partie du Raad ny Follian, le long sentier côtier de l'île de Man. La forme de la colline est particulière ; des falaises abruptes tombent depuis son sommet jusque dans la mer. Sur son sommet le plus proche de la mer se dresse une tour connue sous le nom de tour de Milner.

## La tour de Milner

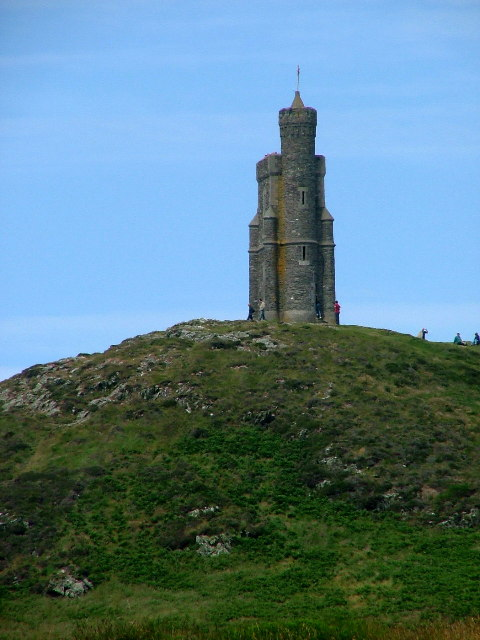
Tour de Milner.

William Milner, un serrurier de Liverpool, participe en 1864 à la construction d'un brise-lames pour protéger la baie de Port Erin des coups de vent d'ouest. Outre ses nombreux efforts pour venir en aide aux pêcheurs, il organise régulièrement des œuvres de charité pour les pauvres. La gratitude des habitants du bourg pousse ceux-ci à ériger une tour en son honneur et de son vivant au moyen d'une souscription publique. La forme de l'édifice rappelle une des clefs que Milner fabriquait dans l'exercice de sa profession. La tour est achevée en 1871. À la pose de la première pierre, Milner avait organisé une réception pour tout le voisinage.

## Incendie d'octobre 2003

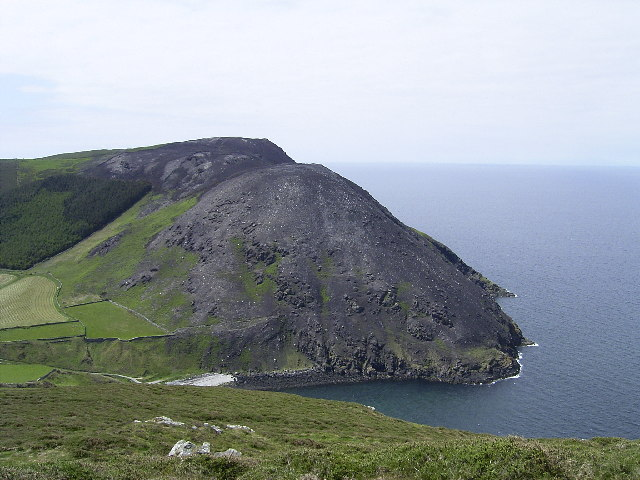
La colline de Bradda après l'incendie de 2003.

Du 17 au 19 octobre 2003, un violent incendie ravage les versants nord et ouest de la colline et menacent les collines autour de Fleshwick,. Un incendie de moindre importance aurait déjà endommagé le site 50 années plus tôt. L'incendie de 2003 se caractérise par sa violence ; toute matière organique est consumée jusqu'à une profondeur conséquente. Toute végétation est détruite. Celle-ci mettra plus de deux années avant de recommencer à coloniser la colline.
Fin septembre 2007, un autre incendie, à quelques centaines de mètres, sur la colline de Spanish Head, détruit 5 000 m2 de végétation.